# Piula cuacurta
La piula cuacurta (Anthus brachyurus) és un ocell de la família dels motacíl·lids (Motacillidae).

## Hàbitat i distribució
Habita praderies de les terres altes de l'Àfrica central i Meridional a la República del Congo, oest, sud, sud-est i nord-est de la República Democràtica del Congo, oest d'Uganda, nord-est i centre d'Angola, nord-oest i centre de Zàmbia, sud de Tanzània, sud de Moçambic i est de Sud-àfrica.